# Ansitz Stegen

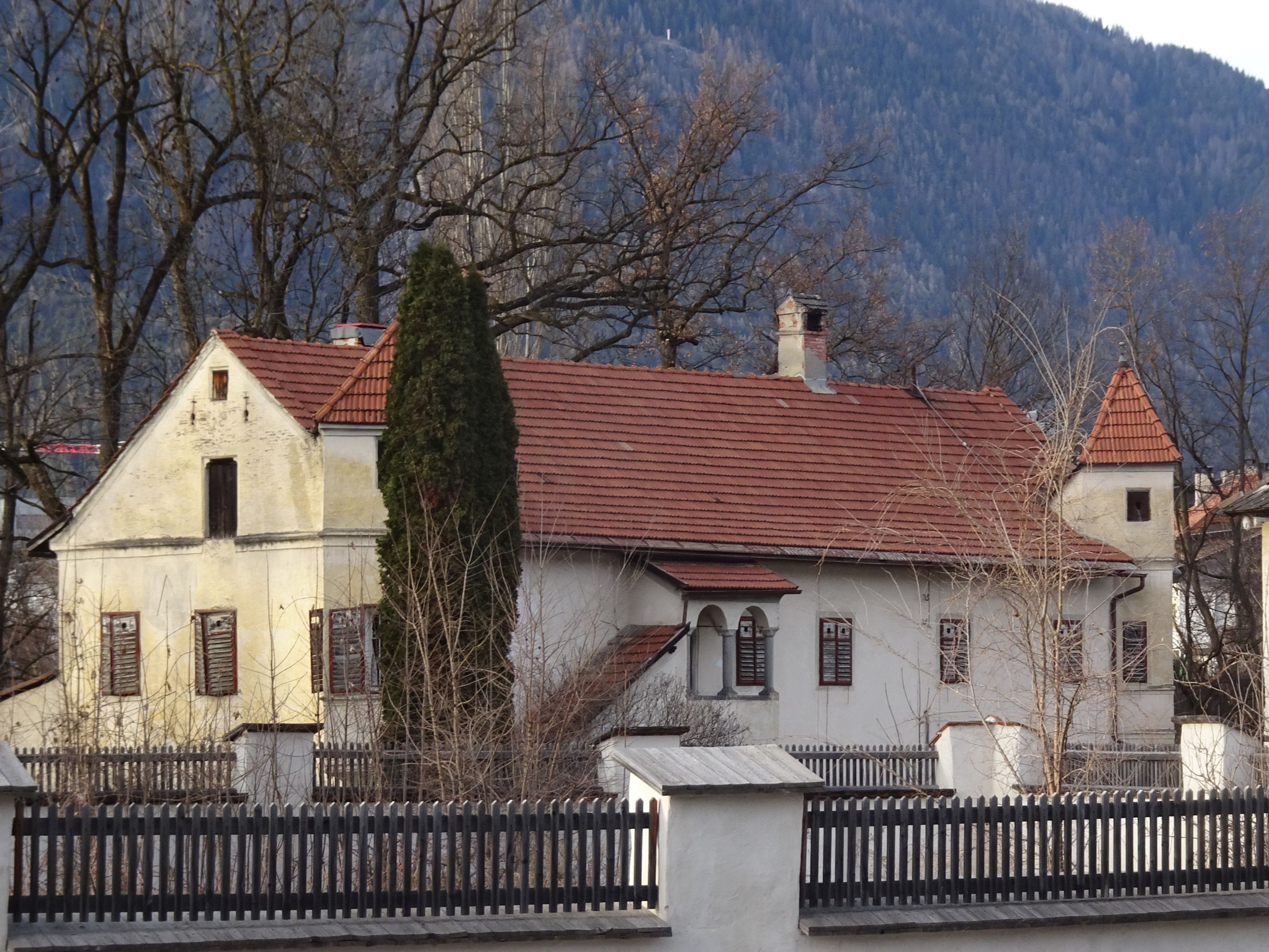
Das Haupthaus

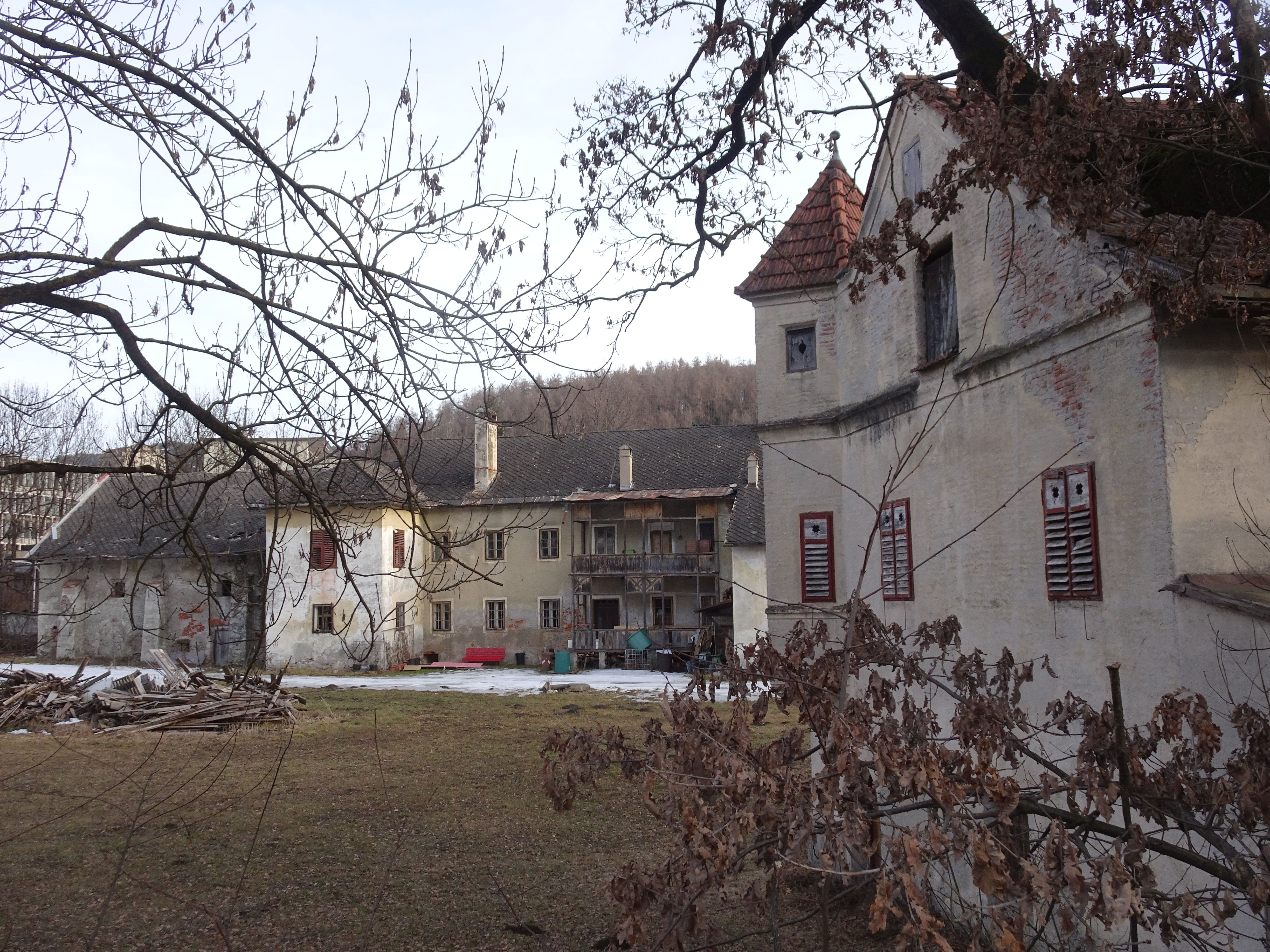
Blick in den Garten

Ansitz Ste(e)gen ist ein geschütztes Baudenkmal in der Gemeinde Bruneck in Südtirol. 

## Geschichte
Als Erbauer gelten die aus Stegen bei Bruneck stammenden Jöchl, die Mitte des 16. Jahrhunderts ausstarben. 1555/56 ließ Hieronymus Krafter aus Augsburg in der Nachbarschaft anstatt einer Schmiede eine Messingfabrik errichten. Zeitweise diente das Gebäude bei der alten Schmelzhütte als Hospital, Armen- und Siechenhaus sowie Lazarett. 1669 hatten die Pock das Anwesen im Bestand, seit 1700 als Eigentümer. Auf den Färber Jakob Pock folgte dessen Schwester Katharina, verheiratet mit dem Färber und Bürgermeister von Bruneck Daniel Schweighofer. Des letzteren Sohn und Erbe Anton Karl Schweighofer bekleidete ebenfalls das Amt des Bürgermeisters von Bruneck. Der Ansitz Stegen steht seit dem 16. November 1962 unter Denkmalschutz.

## Beschreibung
Das zweistöckige Haupthaus mit Eckerkern, Freitreppe und Loggia stammt im Kern aus dem 16. Jahrhundert und ist umgeben von einem ummauerten Hofraum mit Garten. Der Saal im ersten Stock ist gewölbt.    